# 인 플레임즈
인 플레임즈(영어: In Flames)는 스웨덴의 데스 메탈 밴드이자 얼터너티브 메탈 밴드이다.

## 개요
1990년에 드럼 리스트로 활약한 예스퍼 스트롬블라드를 중심으로 결성한 데스 메탈 밴드로 이후 글랜 융스트롬, 요한 라르손을 영입하게 되었다. 1994년에 최초로 1집 음반인 Lunar Strain를 발매했으나 같은 해 보컬 리스트인 미카엘 스텐이 탈퇴 하면서 헹케 포스를 영입했으나 1년 만에 탈퇴 하면서 1995년에 앤더스 프라이든를 다시 영입했다. 같은 해 드럼 리스트인 예스퍼 스트롬블라드가 키보드, 기타 리스트로 전향했다. 1996년과 1997년에 2집인 The Jester Race와 3집인 Whoracle를 발매했다. 1998년에 기타 리스트인 니콜라스 엔제린이 탈퇴 하면서 브욘 젤로테가 기타 리스트로 전향했다.
1999년과 2000년에 4집인 Colony와 5집인 Clayman를 발매했다. 2001년에 최초로 일본에 진출하게 되면서 도쿄에서 라이브 공연을 치루게 되었다. 2002년에 6집인 Reroute to Remain를 발매한데 이어 2004년에 7집인 Soundtrack to Your Escape를 발매하게 되었다. 2006년과 2008년에 7집인 Come Clarity와 A Sense of Purpose를 발매했다. 2010년에 키보드, 기타 리스트인 예스퍼 스트롬블라드가 음악 성향 문제로 탈퇴 하면서 2011년에 기타 리스트인 니콜라스 엔제린을 다시 영입하게 되었다. 같은 해 9집인 Sounds of A Playground Fading를 발매했다. 2014년에 10집인 Siren Charms를 발매했다. 2015년 다니엘 스벤슨이 밴드를 떠났고 조 리카드가 영입됐다. 2016년에 11집인 Battles를 발매하고 피터 아이워스가 밴드를 떠났고, 브라이스 폴이 영입됐다. 2018년 조 리카드가 떠나고 태너 웨인이 영입됐다. 2019년 12집인 I, the Mask를 발매했다.

## 구성원
- 앤더스 프라이든 - 보컬
- 브욘 젤로테 - 기타[5]
- 브라이스 폴 - 베이스
- 태너 웨인 - 드럼
- 니콜라스 엔제린 - 기타

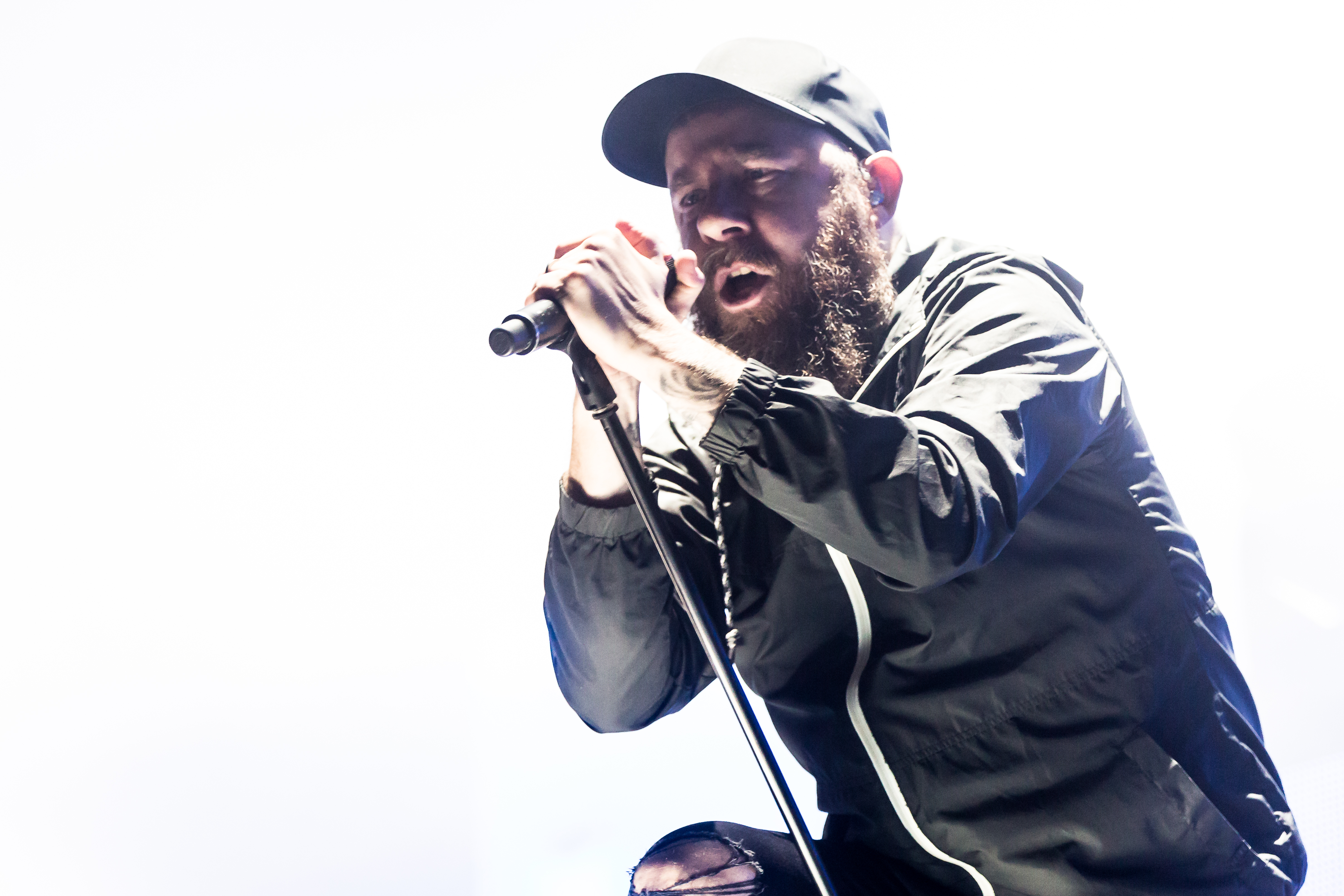
앤더스 프라이든
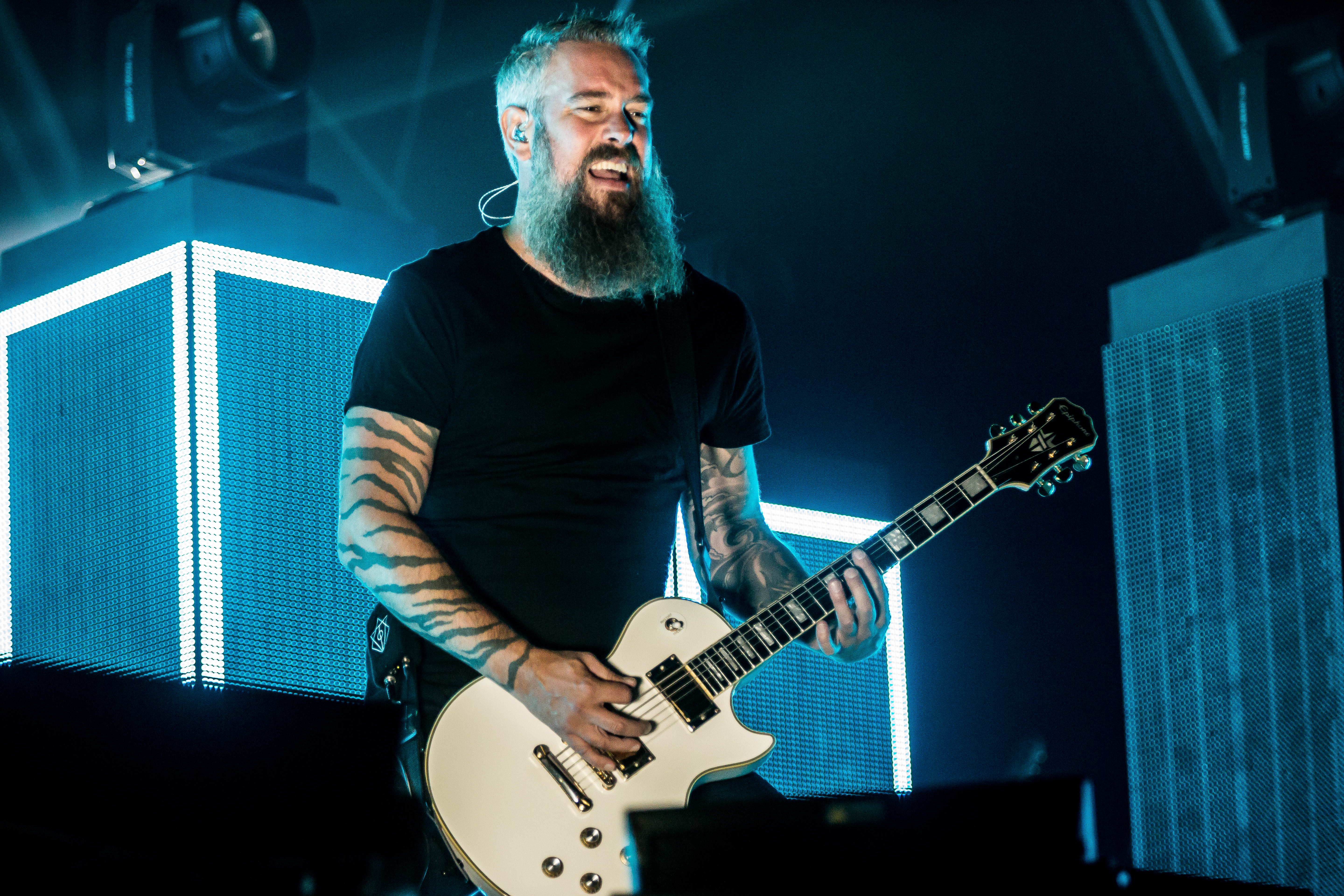
브욘 젤로테
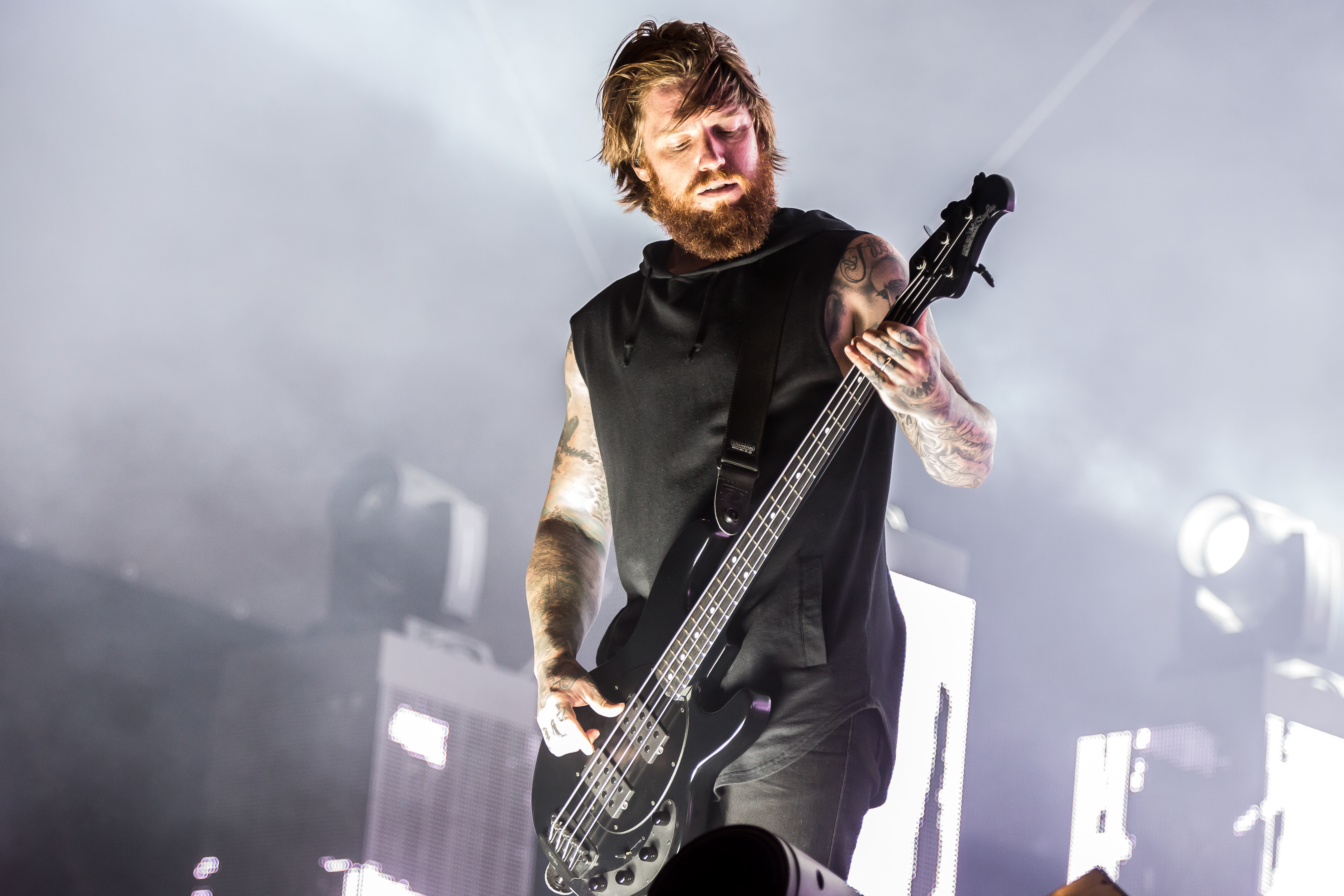
브라이스 폴
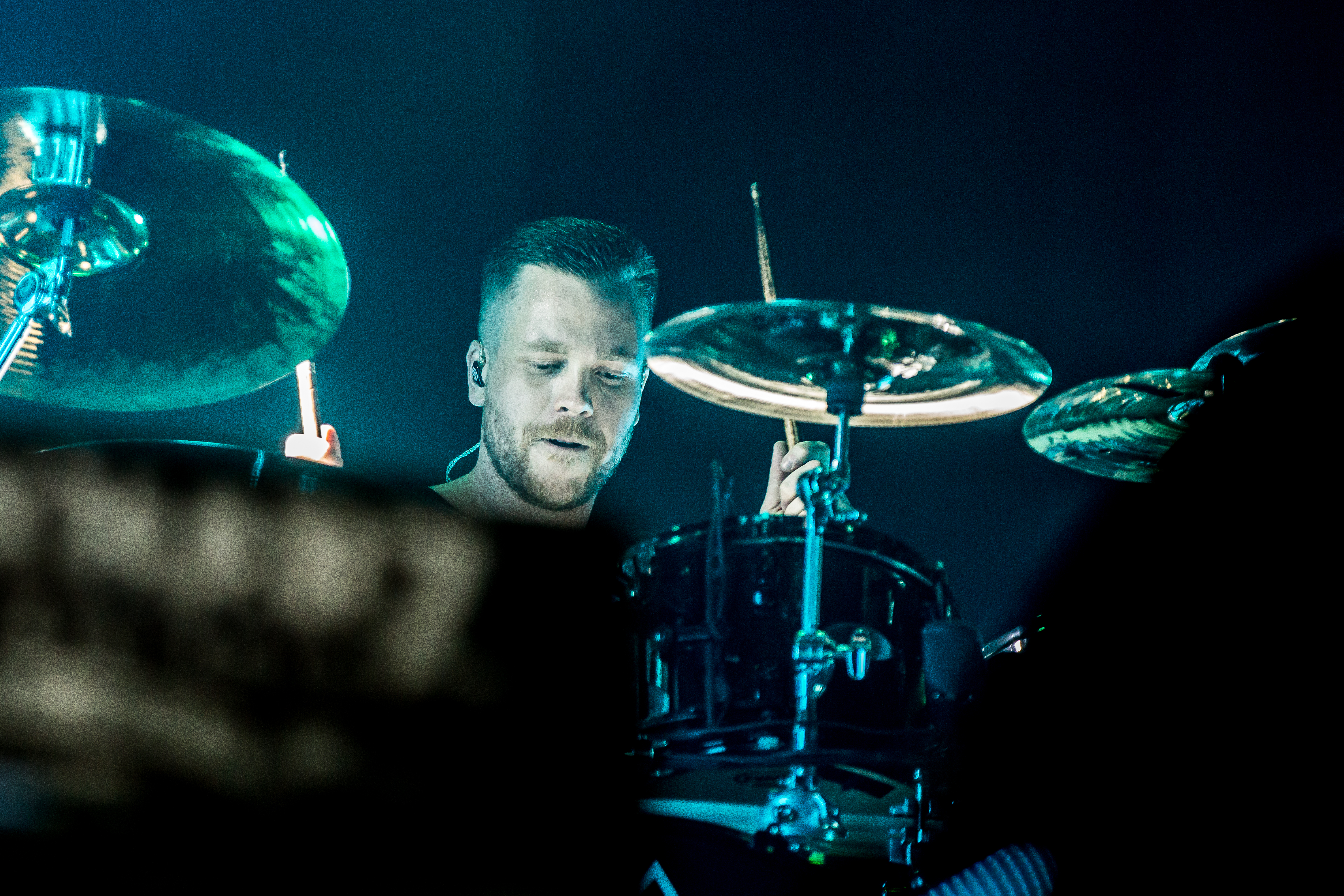
태너 웨인
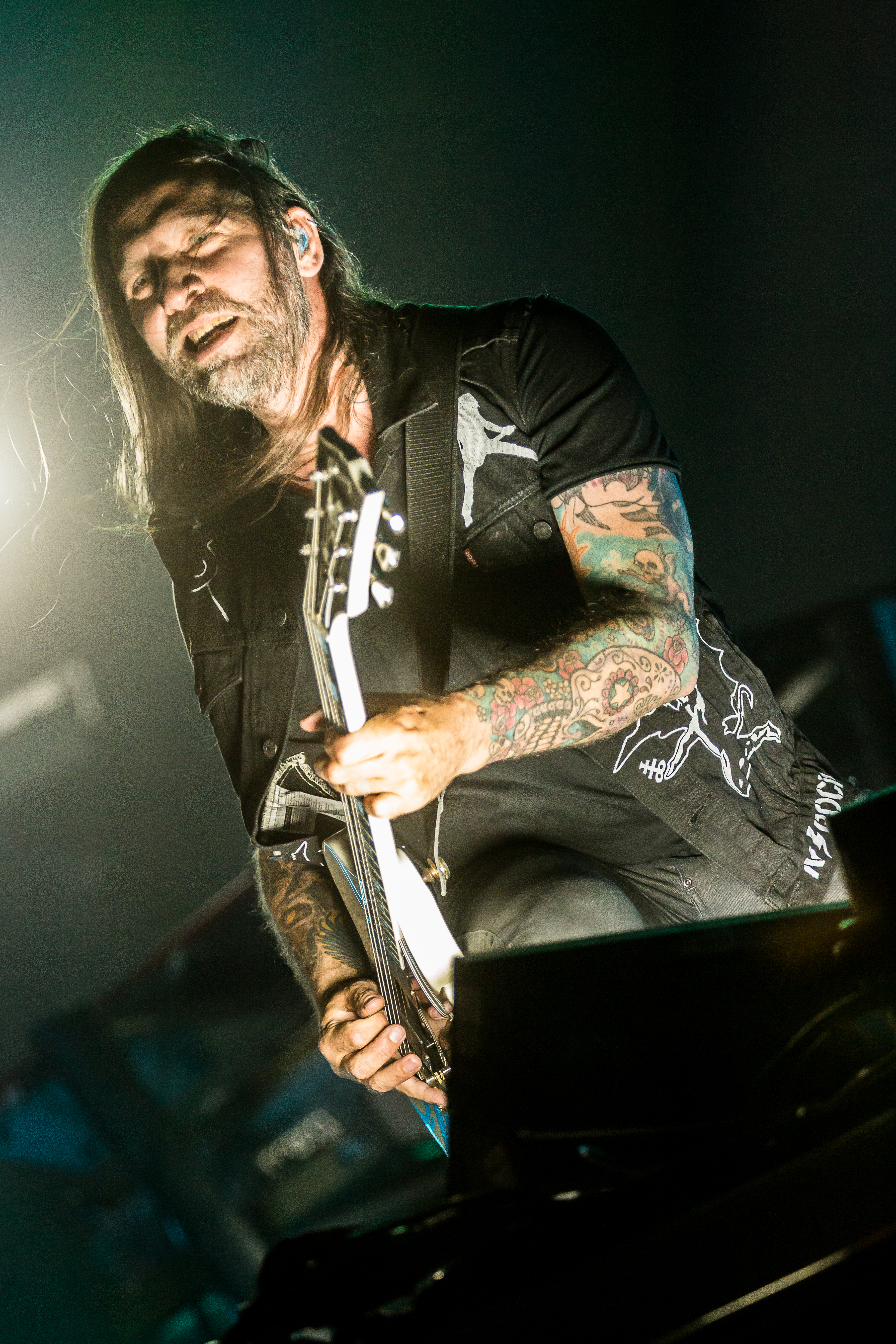
니콜라스 엔제린

## 이전 구성원
인 플레임즈 결성 때부터 밴드를 거쳐갔던 구성원들이다.

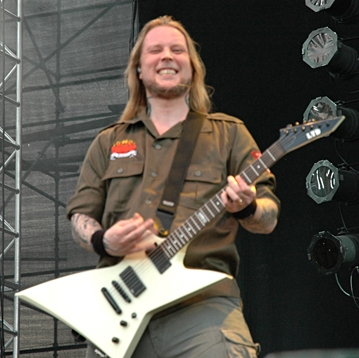
예스퍼 스트롬블라드 - 키보드, 기타
- 글랜 융스트롬 - 기타
- 요한 라르손 - 베이스
- 피터 아이워스 - 베이스
- 헹케 포스 - 보컬
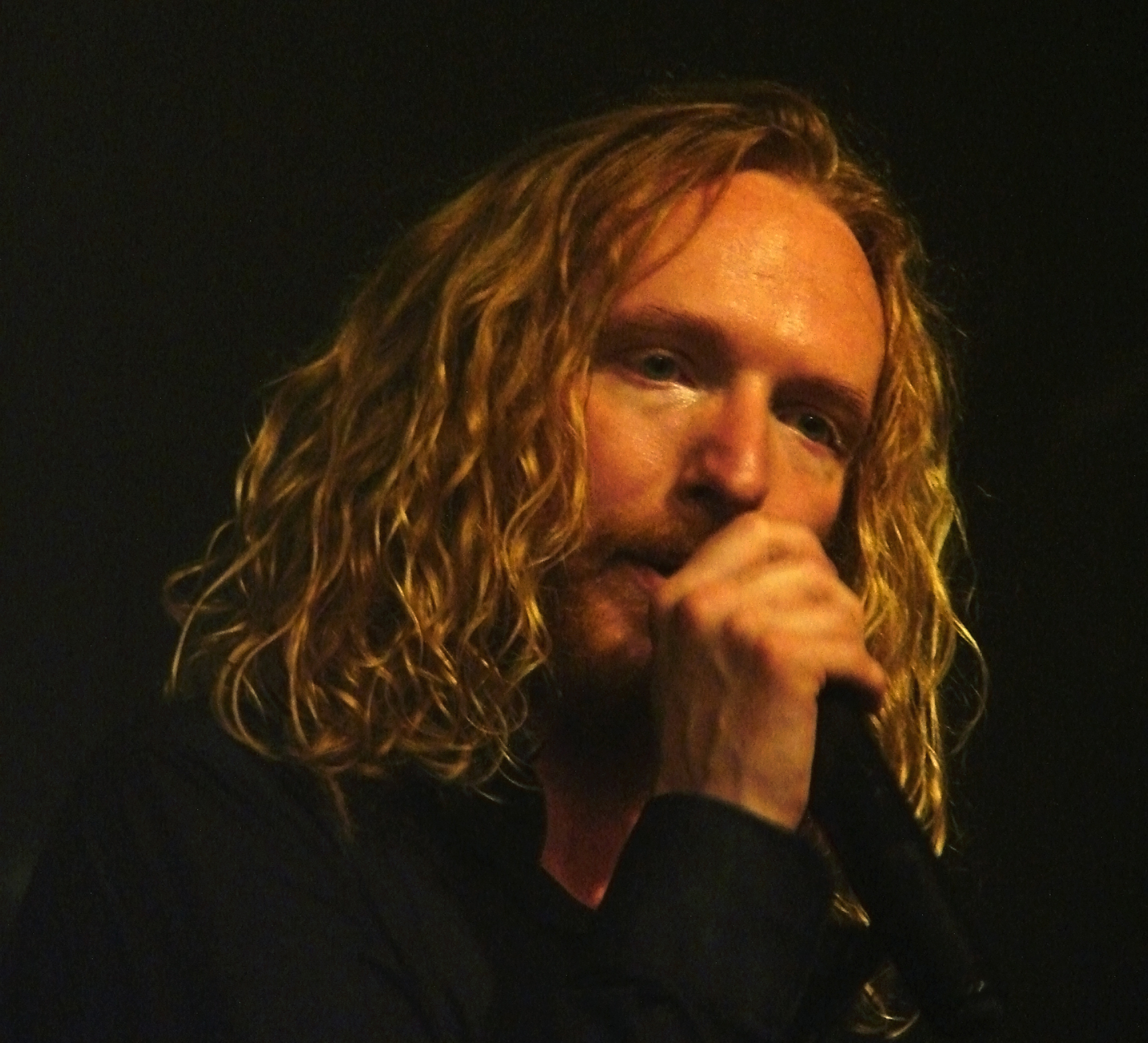
미카엘 스텐 - 보컬
- 다니엘 스벤슨 - 드럼
- 조 리카드 - 드럼

- 예스퍼 스트롬블라드
- 미카엘 스텐

## 음반

### 정규 음반
- Lunar Strain (1994년)
- The Jester Race (1996년)
- Whoracle (1997년)
- Colony (1999년)
- Clayman (2000년)
- Reroute to Remain (2002년)
- Soundtrack to Your Escape (2004년)
- Come Clarity (2006년)
- A Sense of Purpose (2008년)
- Sounds of A Playground Fading (2011년)
- Siren Charms (2014년)
- Battles (2016년)
- I, the Mask (2019년)
- Foregone (2023년)

### EP 음반
- Subterranean (1995년)
- Black-Ash Inheritance (1997년)
- Trigger (2003년)
- The Mirror's Truth

### 라이브 음반
- The Tokyo Showdown (2001년)
- Used & Abused : In Live We Trust (2005년)